# Arte anglosajón

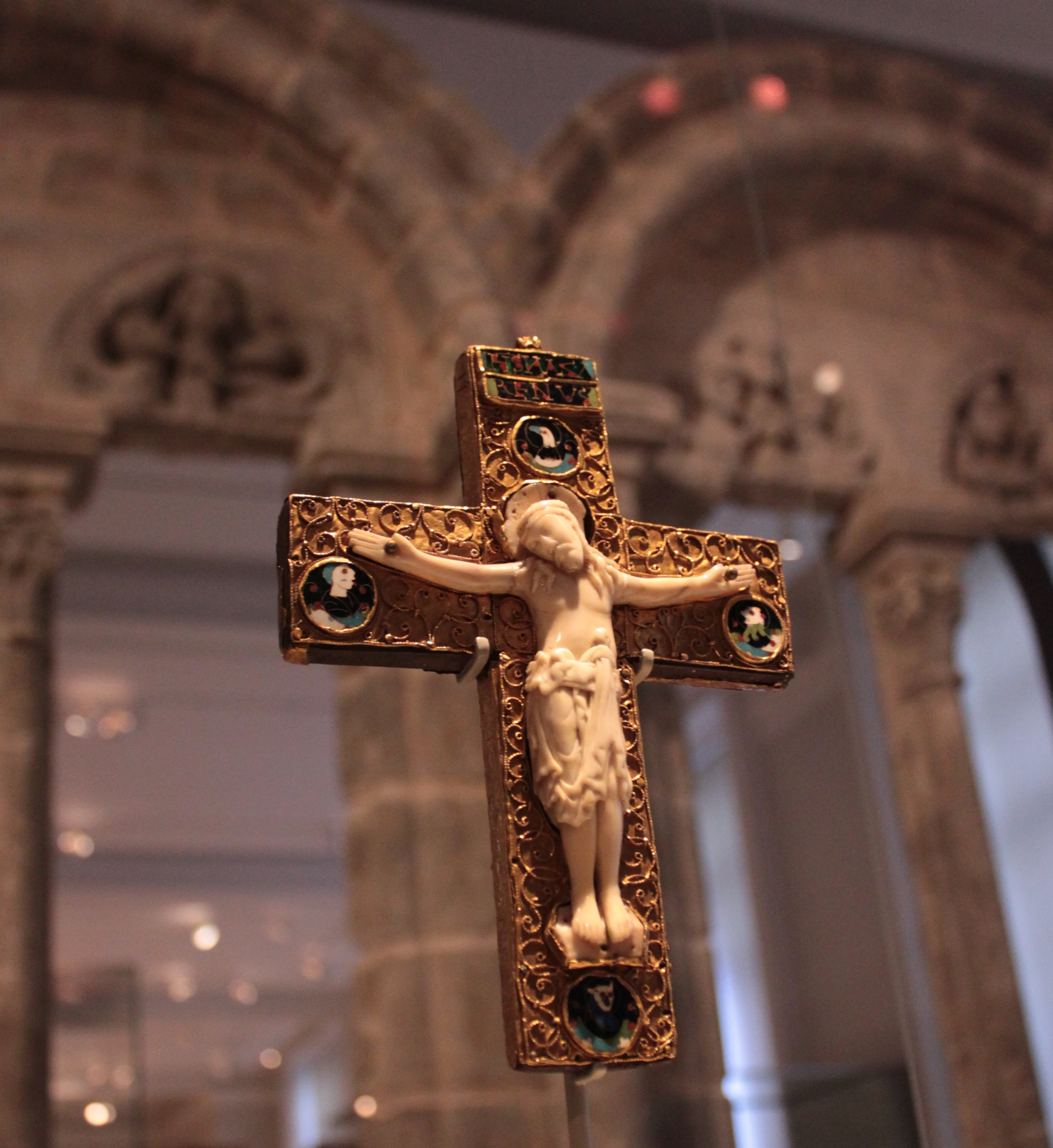
Cruz-relicario.Museo de Victoria y Alberto

El arte anglosajón es aquel que se generó en la Gran Bretaña desde finales del siglo V hasta la Invasión Normanda, habiéndose elaborado tanto pinturas como esculturas, así como también arquitectura.
Antes del siglo IX, el manuscrito ilustrado fue el estilo artístico predominante con dos tendencias distintas: una cultivada en Canterbury donde se producían obras según la tradición clásica, traída a Inglaterra por los misioneros romanos; y otra corriente más influencial practicada en Northumbria donde se realizaban obras inspiradas por el estímulo del aprendizaje que inculcaron los predicadores irlandeses.
Las formas curvilíneas, las espirales y los patrones entrecruzados del arte celta introducido por los monjes irlandeses, fueron integrados a la ornamentación abstracta y colorida de la metalistería tradicional anglosajona. Después de los resultados destructivos de las invasiones danesas del siglo IX, los monasterios fueron revitalizados y el interés por la arquitectura mejoró.

## Arquitectura anglosajona
La actividad edificadora consistía en pequeñas iglesias influenciadas por los estilos de la Europa continental, particularmente el de Francia, por ejemplo, la original abadía de Westminster creada entre los años 1045 y 1050, que fue reconstruida en 1245. La restauración monástica trascendió en la producción de muchos libros y la instauración del "estilo Winchester" a finales del siglo X.